# Banc d'Espartel
 Espartel  i  Majuán són els dos noms que rep una illa submergida en l'àmbit de l'Estret de Gibraltar (coordenades 35° 55′ N 5° 58′ O), prop del cap Espartel, la màxima altitud se situa a 56 metres sota el nivell del mar. Va ser una illa que va desaparèixer sota la superfície de les aigües fa uns 12.000 anys, en acabar l'última glaciació i pujar el nivell dels oceans.

## Hipòtesi
El llindar de Espartel separa les conques mediterrània i atlàntica. Va aconseguir la seva actual configuració durant la inundació Zancliana del Mediterrani, que va posar fi a la dessecació del Mediterrani al final de la crisi de salinitat del Messinià. La força de les aigües va conduir a l'erosió del fons marí.
En diverses ocasions s'ha especulat que la mítica Atlàntida va ser justament Espartel. El setembre del 2001 el geòleg francès Jacques Collina-Girard va exposar aquesta teoria. La teoria de Collina argumenta que la fi de l'última glaciació va fer que el mar pugés 135 metres fins a la cota actual, envaint l'Estret de Gibraltar i creant un mar petit i semi-tancat d'uns 70x20 quilòmetres entre el Mar Mediterrani i l'oceà Atlàntic. El banc d'Espartel va formar un arxipèlag en aquest petit mar, l'illa principal hauria fet uns 10 o 12 quilòmetres al llarg del seu eix més gran. Amb la pujada del nivell del mar l'illa es va començar a enfonsar lentament, però al voltant del 9400 aC la pujada de les aigües es va accelerar, ascendint 4 metres per segle. Durant aquest temps es va registrar un terratrèmol de magnitud 9 (argument defensat pel geògraf marí Marc-Andrè Gutscher) a la zona, la qual cosa va contribuir a fer que l'illa desaparegués definitivament sota el mar, generant un sisme submarí.
Collina va proposar que el record de la desaparició de l'illa es va mantenir a l'antic Egipte durant 5.000 anys, abans tan sols de la invenció de l'escriptura, fins que finalment va ser gravat pels primers escribes al voltant del tercer o quart mil·lenni aC. Segles més tard Plató hauria conegut la història, i s'hauria inspirat en ella per a crear el mite que ha arribat a nosaltres com l'Atlàntida.